# 禁輸
禁輸（きんゆ）とは、国際貿易及び政治的な観点に基づいて、ある特定の国との商業及び貿易行為を禁止する措置を指す。

## 概要
禁輸措置は通常、幾つかの国の集団が、ある特定の国家に対し宣言・実行するものである。そして、特定の国家を経済的に隔離し、そのことで生じる経済的効果が特定の政府を困難な国内情勢へと落とし入れ、特定の政府を内外政で主導権の確保に苦しむ状況に置くことを目的としている。
禁輸措置は通常、以前に為された意見を異にする政策や行為に対する政治的な罰として行なわれる。しかし、経済的な特質上、禁止行為が与える利点として、何らかの利益が実在する疑念を生じさせる余地がしばしば残される。
禁輸措置における最も包括的な試みは、ナポレオン戦争の期間に発生した。フランス帝国はイギリスを経済的に無力化することを試み、ヨーロッパ諸国がイギリスと通商することを禁じた大陸封鎖令を発布した。しかし実際は、徹底的な禁輸の実施を行なうことができず、イギリスは禁輸に参加した国以上の損害を蒙ることがなかった。
アメリカ合衆国は、法によって禁輸措置への参加を禁じていないが、二次（副次）的な禁輸措置 (secondary embargo) への参加は禁じている。二次的禁輸措置とは、ビジネスが直接かかわらない問題に関し、特定のある国が企業に圧力をかけて、第三国とビジネスをするのを止めさせることで起こる。アメリカ企業は、二次的禁輸措置に参加しないことが必須であるばかりでなく、企業を二次禁輸に参加させる全ての試みを報告する必要がある。それらの米国法が想定する歴史的実例としては、アメリカ企業がイスラエルとビジネスをするのを防ごうと、アラブ諸国が禁輸措置を試みる状況が挙げられる。
典型的な対抗策は、自給自足 (Autarky) 能力の開発である。